# Арганса (Леон)
Арганса (ісп. Arganza) — муніципалітет в Іспанії, у складі автономної спільноти Кастилія-і-Леон, у провінції Леон. Населення — 944 особи (2010).
Муніципалітет розташований на відстані близько 350 км на північний захід від Мадрида, 90 км на захід від Леона.
На території муніципалітету розташовані такі населені пункти: (дані про населення за 2010 рік)
- Арганса: 261 особа
- Кампело: 54 особи
- Канедо: 92 особи
- Еспанільйо: 37 осіб
- Магас-де-Арріба: 299 осіб
- Сан-Хуан-де-ла-Мата: 150 осіб
- Сан-Мігель-де-Арганса: 24 особи
- Сан-Вісенте: 27 осіб

## Демографія
Динаміка населення (INE ):